# Per a hárommillióért
A Per a hárommillióért (eredeti címe: Процесс о трех миллионах) 1926-ban bemutatott szovjet, orosz némafilm, szatirikus komédia. Rendezte Jakov Protazanov.
Az alapművet, Umberto Notari olasz író I tre ladri (Három tolvaj) című vígjátékát korábban és később is megfilmesítették, orosz színházak is többször játszották,.

## Cselekménye
Az 1920-as évek Olaszországában játszódó bohózat egyik hőse, Ornano bankár eladja egyházi ingatlanát és elutazik ügyeit intézni. Neje őnagysága levélkét küld kedvesének arról, hogy a házban vagyont érő kincs található. Csakhogy a papíros a frakkot viselő kalandor ficsúr, Cascarilla kezében landol, a házba viszont elsőként a mezítlábas csavargó, piti kis tolvaj Tapioka jut be. Hármójuk találkozásának csúcspontján betoppan feleségével a vagyonát homályos üzletekkel szerző újabb "tolvaj", maga a bankár…

## Szereposztás
- Igor Iljinszkij – Tapioka, csavargó
- Anatolij Ktorov – Cascarilla, dzsentlmen
- Mihail Klimov – Ornano, bankár
- Olga Zsiznyeva – Noris, a felesége
- Nyikolaj Prozorovszkij – gróf Mirambelli
- Vlagyimir Fogel – férfi távcsővel